# كليمنت بواترينو
كليمنت بواترينو (ولد يوم 20 مايو 1982 في مدينة كاستر بفرنسا) هو لاعب رغبي دولي فرنسي ويلعب في خطة ظهير خلفي ايمن و في خطة وسط ميدان أيضا ويلعب لفريق ستاد تولوز غادره سنة 2016 الى جنوب افريقيا وعاد السنة الموالية ليكمل شهادة التدريب.

## المسيرة الاحترافية
بدأ كليمنت بواترينو مسيرته الاحترافية في عام 2001 مع نادي ستاد تولوز. خلال موسمه الأول، فاز ببطولة اتحاد الرجبي الفرنسي كلاعب وسط. سيتم تصنيفه في المرتبة الثانية كأفضل لاعب محتمل في العالم من قبل إيرب في نهاية الموسم (أفضل لاعب شاب في إيرب لهذا العام).
بعد ذلك، لعب في مركز الظهير. في 2003 و2005، لعب في هذا المركز في ثلاث نهائيات متتالية لكأس الاتحاد وفاز بنهائيات 2003 و2005.
في 24 مايو 2003، لعب أساسيًا كظهير في نهائي كأس أوروبا على ملعب لانسداون رود في دبلن ضد فريق بربينيان الأمريكي. فاز فريق تولوز بنتيجة 22 مقابل 17 على الفريق الكاتالوني، وبذلك فاز بواترينو بكأسه الأوروبي الأول.

## المباريات
| مقال | الخصم     | مكان              | ملعب                 | مسابقة            | تاريخ          | نتيجة |
| ---- | --------- | ----------------- | -------------------- | ----------------- | -------------- | ----- |
| 1    | فيجي      | سانت إتيان، فرنسا | ملعب جيفروي جويتشارد | مباراة تجريبية    | 24 نوفمبر 2001 | فوز   |
| 2    | إنكلترا   | لندن، إنجلترا     | ملعب تويكنهام        | بطولة الأمم الستة | 15 فبراير 2003 | هزيمة |
| 3    | اسكتلندا  | باريس، فرنسا      | ملعب فرنسا           | بطولة الأمم الستة | 23 فبراير 2003 | فوز   |
| 4    | كندا      | تورونتو، كندا     | ملعب يورك            | مباراة تجريبية    | 10 يوليو 2004  | فوز   |
| 5    | جورجيا    | مرسيليا، فرنسا    | ملعب فيلودروم        | كاس العالم        | 30 سبتمبر 2007 | فوز   |
| 6    | الأرجنتين | باريس، فرنسا      | حديقة الأمراء        | كاس العالم        | 19 أكتوبر 2007 | هزيمة |
| 7    | أيرلندا   | باريس، فرنسا      | ملعب فرنسا           | بطولة الأمم الستة | 13 فبراير 2010 | فوز   |

| موسم                      | النادي                    | بطولة   | بطولة         | بطولة     | كأس أوروبا | كأس أوروبا    | كأس أوروبا |
| موسم                      | النادي                    | مسابقة  | اعواد الكبريت | المحاكمات | مسابقات    | اعواد الكبريت | المحاكمات  |
| ------------------------- | ------------------------- | ------- | ------------- | --------- | ---------- | ------------- | ---------- |
| 2000-2001                 | ملعب تولوز                | أعلى 16 | 0             | 0         | كأس أوروبا | 5             | 2          |
| 2001-2002                 | ملعب تولوز                | أعلى 16 | 15            | 4         | كأس أوروبا | 4             | 0          |
| 2002-2003                 | ملعب تولوز                | أعلى 16 | 16            | 4         | كأس أوروبا | 9             | 0          |
| 2003-2004                 | ملعب تولوز                | أعلى 16 | 14            | 5         | كأس أوروبا | 9             | 3          |
| 2004-2005                 | ملعب تولوز                | أعلى 16 | 22            | 9         | كأس أوروبا | 8             | 2          |
| 2005-2006                 | ملعب تولوز                | أعلى 14 | 23            | 4         | كأس أوروبا | 4             | 1          |
| 2006-2007                 | ملعب تولوز                | أعلى 14 | 17            | 1         | كأس أوروبا | 4             | 7          |
| 2007-2008                 | ملعب تولوز                | أعلى 14 | 8             | 4         | كأس أوروبا | 6             | 2          |
| 2008-2009                 | ملعب تولوز                | أعلى 14 | 19            | 4         | كأس أوروبا | 6             | 1          |
| 2009-2010                 | ملعب تولوز                | أعلى 14 | 16            | 2         | كأس أوروبا | 7             | 0          |
| 2010-2011                 | ملعب تولوز                | أعلى 14 | 23            | 4         | كأس أوروبا | 8             | 1          |
| 2011-2012                 | ملعب تولوز                | أعلى 14 | 21            | 4         | كأس أوروبا | 5             | 1          |
| 2012-2013                 | ملعب تولوز                | أعلى 14 | 24            | 0         | كأس أوروبا | 4             | 0          |
| 2013-2014                 | ملعب تولوز                | أعلى 14 | 20            | 0         | كأس أوروبا | 7             | 0          |
| 2014-2015                 | ملعب تولوز                | أعلى 14 | 12            | 1         | كأس أوروبا | 4             | 1          |
| 2015-2016                 | ملعب تولوز                | أعلى 14 | 11            | 1         | كأس أوروبا | 5             | 0          |
| ملعب تولوز المجموع الفرعي | ملعب تولوز المجموع الفرعي | أعلى 14 | 261           | 47        | كأس أوروبا | 95            | 21         |

| موسم        | النادي     | قسم     | وظيفة       | تصنيف            | كأس أوروبا         | التحدي الأوروبي |
| ----------- | ---------- | ------- | ----------- | ---------------- | ------------------ | --------------- |
| 2019 - 2020 | ملعب تولوز | أعلى 14 | مدرب الظهير | 7 (توقف البطولة) | خرج من نصف النهائي | -               |